# Italienisches Kulturinstitut Köln

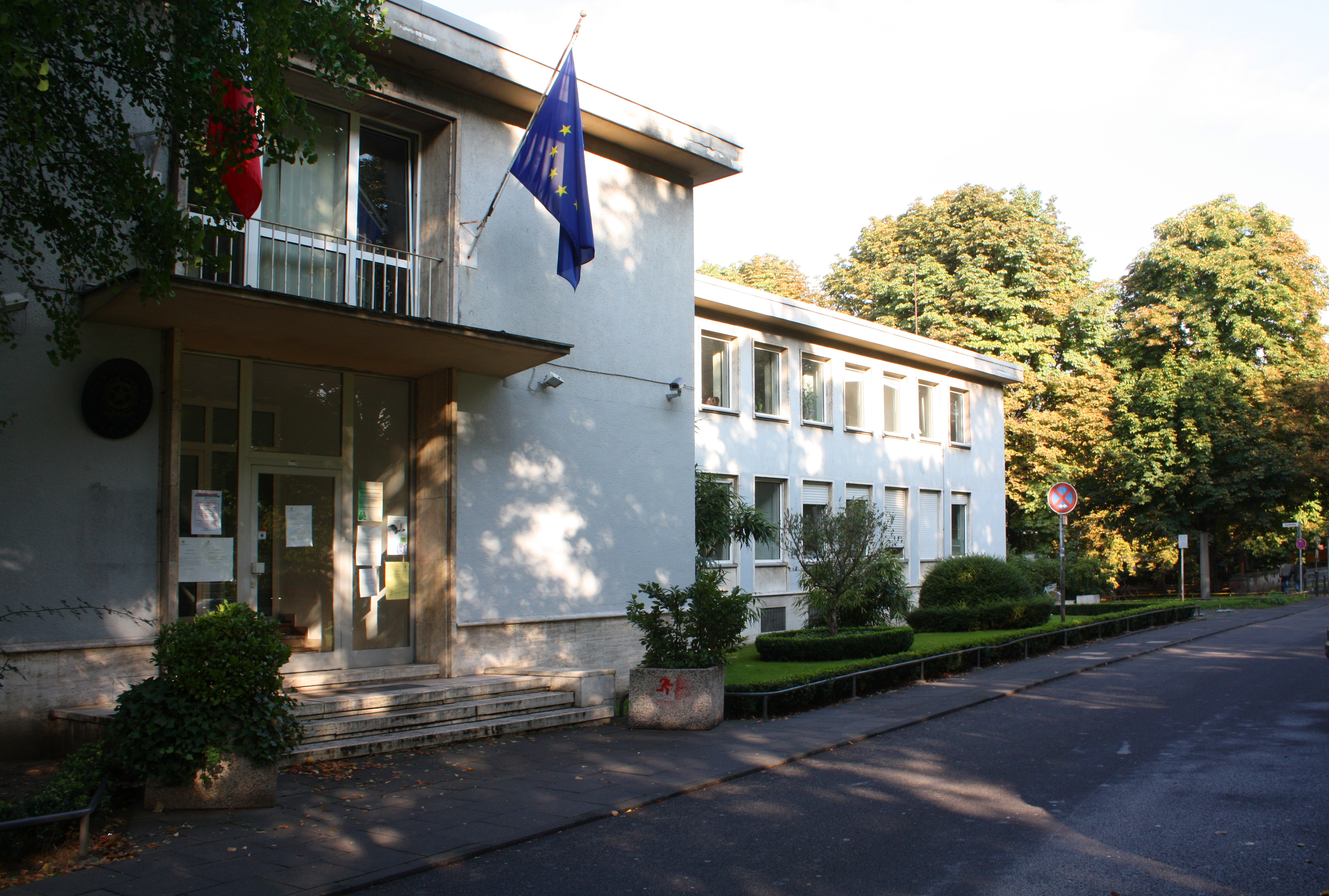
Konsulat und Italienisches Kulturinstitut an der Universitätsstraße (2010)

Das Italienische Kulturinstitut (Istituto Italiano di Cultura) ist eines der weltweit 89 Kulturinstitute Italiens und eines der heute noch vier ausländischen Kulturinstitute in Köln. Es befindet sich im Stadtteil Lindenthal unweit der Universität.

## Geschichte

### Petrarca-Haus
Kurz vor dem Ende der Weimarer Republik gründete 1931 der damalige Kölner Oberbürgermeister Konrad Adenauer in der südlichen Neustadt das erste deutsch-italienische Kulturinstitut. Es wurde in der Overstolzenstraße am Rand des Volksgartens errichtet und nach dem italienischen Dichter und Geschichtsschreiber Petrarca-Haus, (auch Istituto italo-germanico di cultura) genannt.
Die Zusammenarbeit der Stadt und der italienischen Regierung hatte sich in dem neuen Petrarca-Haus des deutsch-italienischen Kulturinstituts manifestiert und trug zu einer kulturellen Bereicherung der Stadt bei. Leiter des Hauses in den Jahren 1931–36 war der italienische Gelehrte Arturo Farinelli (1867–1948). Das Petrarca-Haus war bis 1944 tätig. Zum Ende des letzten Weltkrieges wurde es – wahrscheinlich durch Luftangriffe – zerstört.
Wesentlicher Bestandteil der Institutseinrichtung war deren umfangreiche Bibliothek. Sie soll bereits 1938 rund 11.000 Bände umfasst haben. Von dieser Sammlung hatten etwa 400 Bände den Krieg überstanden und konnten so den Grundstock der Bibliothek des später wieder entstandenen Instituts bilden.

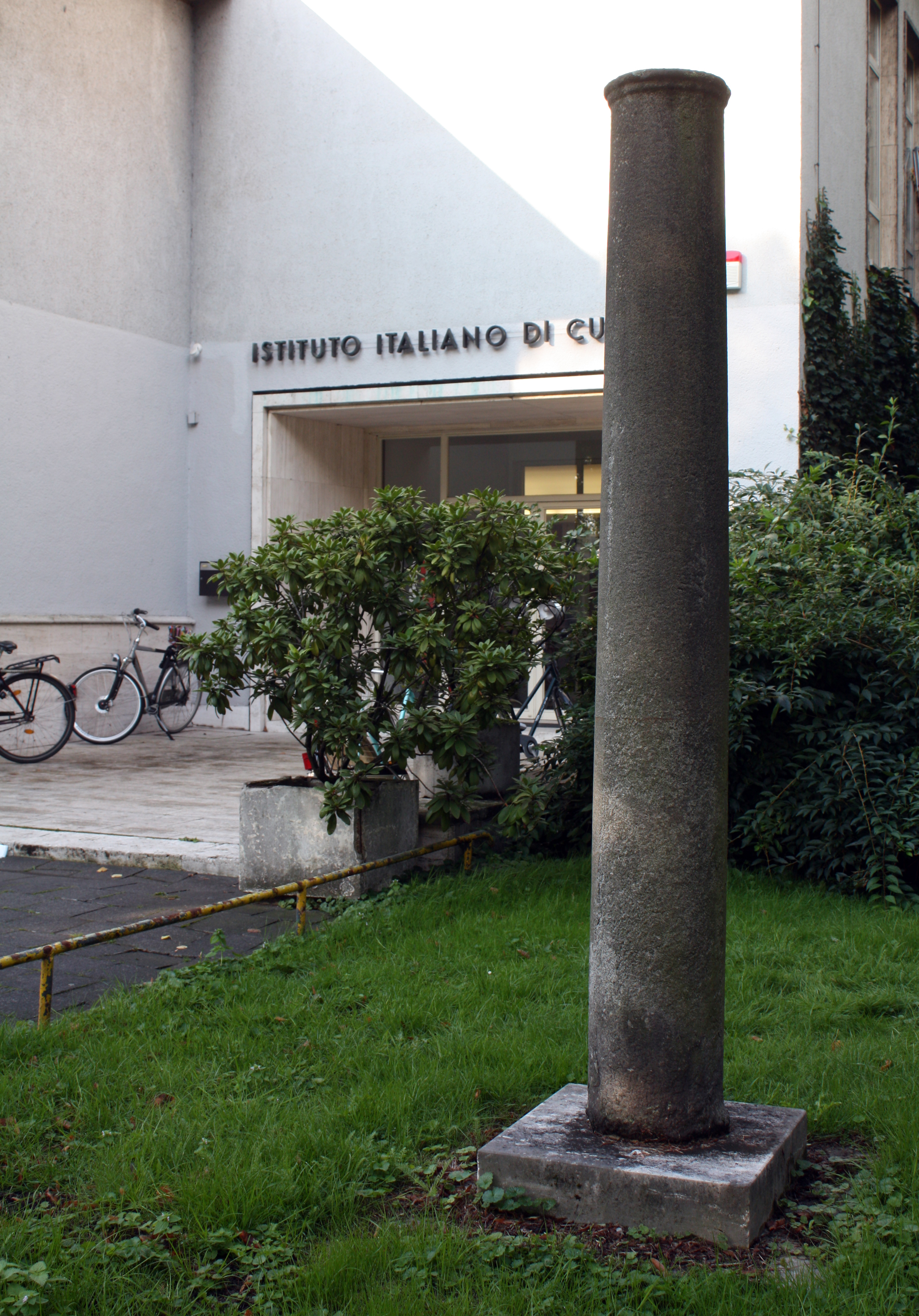
Römisches Geschenk vor dem Eingang

### Neubau Universitätsstraße
Am Rand des inneren städtischen Grüngürtels wurde nach den Plänen des Kölner Architekten Hanns Koerfer im Stile des Italienischen Rationalismus auf einem von der Stadt zur Verfügung gestellten Grundstück an der Universitätsstraße ein Gebäudekomplex errichtet, der bis heute das italienische Kulturinstitut und das italienische Generalkonsulat vereint.
Der Neubau wurde am 29. Juni 1954 mit einer feierlichen Zeremonie eröffnet. Geladene Gäste waren Konrad Adenauer, der nun Kanzler der Bundesrepublik geworden war, der italienische Bildungsminister Gaetano Martino und der Botschafter Francesco Babuscio Rizzo, der Kölner Erzbischof Josef Frings sowie weitere Vertreter von Kultur und Politik der Stadt und des Bundeslandes.
Mit der Unterzeichnung von Vereinbarungen zwischen der Stadt und dem italienischen Staat, die den Status des Instituts im Sinne einer wechselseitigen Zusammenarbeit mit den lokalen Institutionen regelten, wurde im Herbst desselben Jahres das italienische Kulturinstitut offiziell eröffnet.

## Heutige Einrichtung

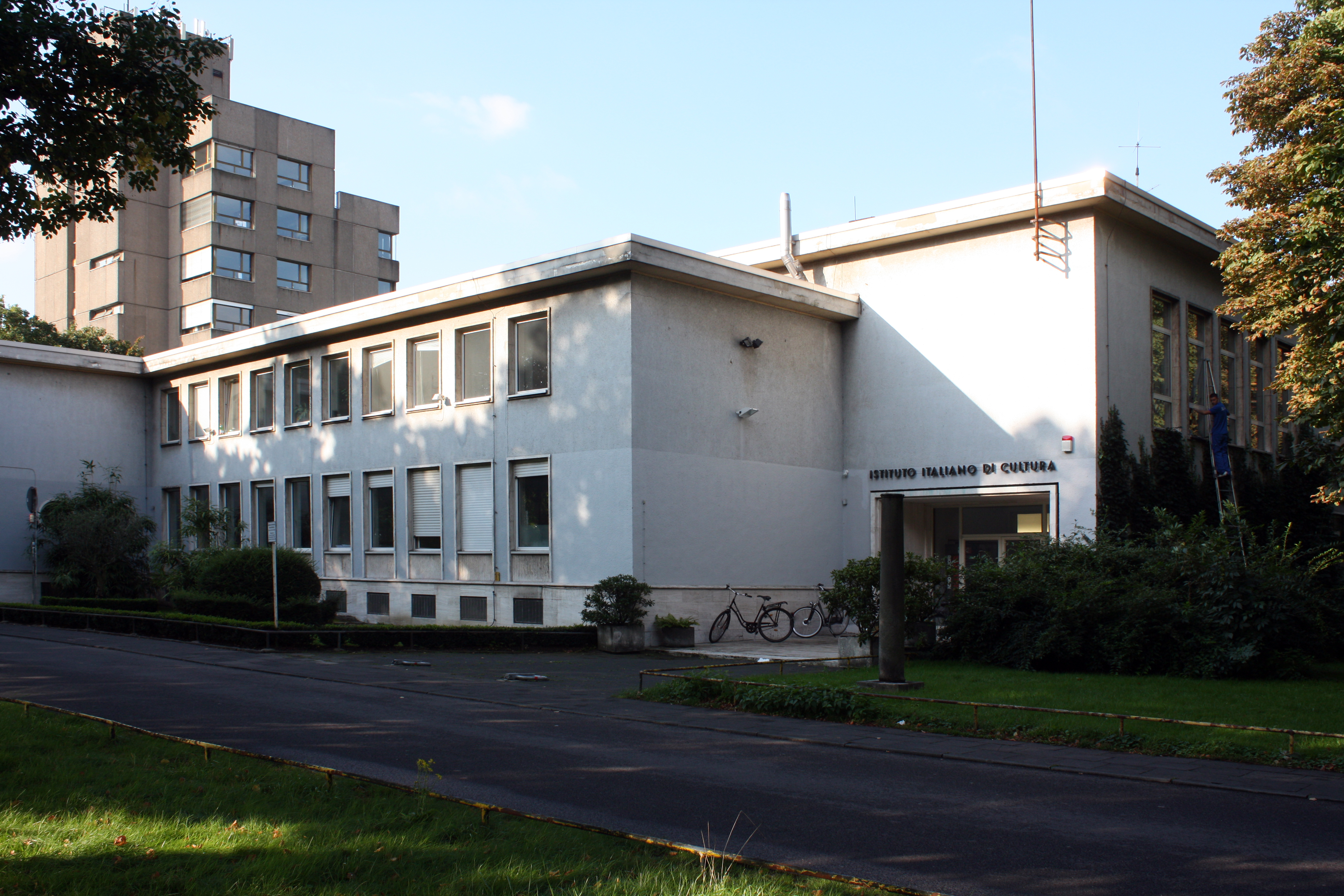
Der nach Norden zurückgesetzte Bauabschnitt des Kulturinstituts

Das Kulturinstitut befindet sich in einer parallel zur Universitätsstraße angelegten schmalen Anliegerstraße. In den 1970er Jahren wurde das Gebäude durch einen der Universität zugeordneten Anbau für das Petrarca-Institut erweitert. Die Anlage der Gebäude ist U-förmig gestaltet, wobei die Straßenfront nach Norden in zwei Stufen abgesetzt ist. Die nach Westen angefügten Seitentrakte fassen ein nicht öffentliches Gartengelände ein, der nördliche Flügel am Danteweg steht parallel zu dem an der Universitätsstraße beginnenden offenen Lindenthaler Kanal. Auch diese Gebäude sind wie die Frontseite zweigeschossig gebaut. Die Gesamtanlage zeigt die typische Flachdach-Architektur der 1950er Jahre und steht unter Denkmalschutz.

### Heutige Bibliothek

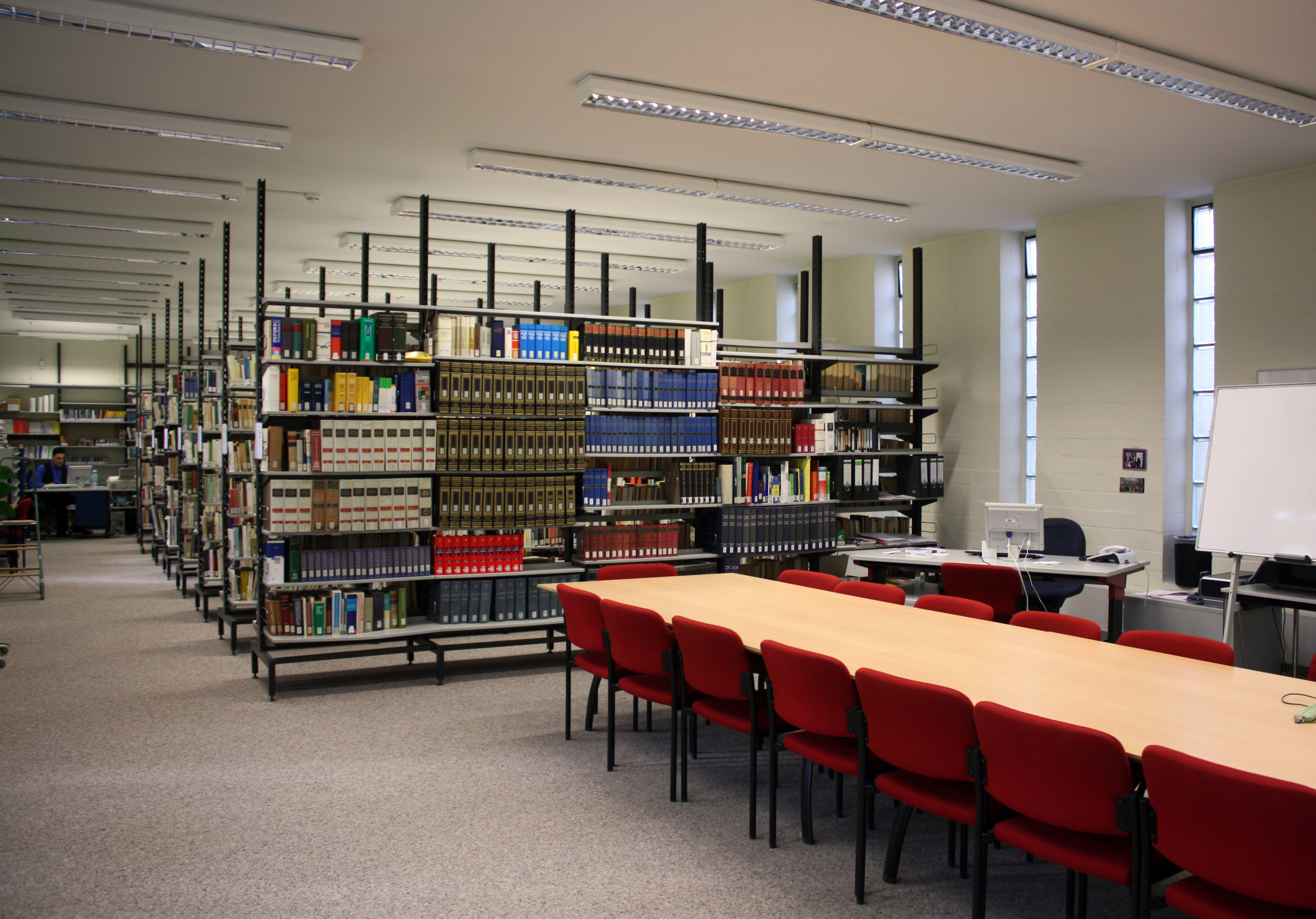
Lesesaal des Instituts

Die Bibliothek des Instituts besitzt einen Bestand von rund 18.000 Büchern insbesondere zur Literatur und Landeskunde Italiens (auch in deutscher Sprache) sowie Zeitschriften. Dem Spracherwerb dienen Lehrbücher sowie kursbegleitende Publikationen.
Innenarchitektur
Das Innere des Institutsgebäudes birgt im Erdgeschoss ein großes Foyer mit Treppenaufgang, den lang gestreckten Bibliotheksraum, Lese- oder Unterrichtssaal sowie eine Anzahl Büroräume, die über Korridore erreichbar sind. Die Wände sind weiß getüncht und dienen im Foyer und in den Gängen wechselnden Ausstellungen. Die Architektur wiederholt sich im Obergeschoss, wobei der dortige große Raum ein mit kompletter Bühnentechnik ausgestattetes, etwa 250 Personen fassendes Theater ist.

### Aufgaben
Hauptaufgabe der Einrichtung ist es, die kulturelle Zusammenarbeit der beiden Staaten und im Speziellen auch den Dialog der Menschen beider Nationen vor Ort zu fördern und zu pflegen. Mit einem breit gefächerten Angebot von Veranstaltungen auf den Gebieten Kunst, Musik, Literatur und Theater, sowie Diskussionsbeiträgen zu aktuellen politischen oder kulturellen Themen versucht das Institut, einen Ein- und Überblick zur Historie und Gegenwart beider Länder zu vermitteln. Ein weiterer Schwerpunkt des Instituts ist die Förderung des Erwerbs der italienischen Sprache, u. a. mit der Durchführung von Sprachkursen in Kleingruppen oder Einzelunterricht.